# Christoffer Linzel

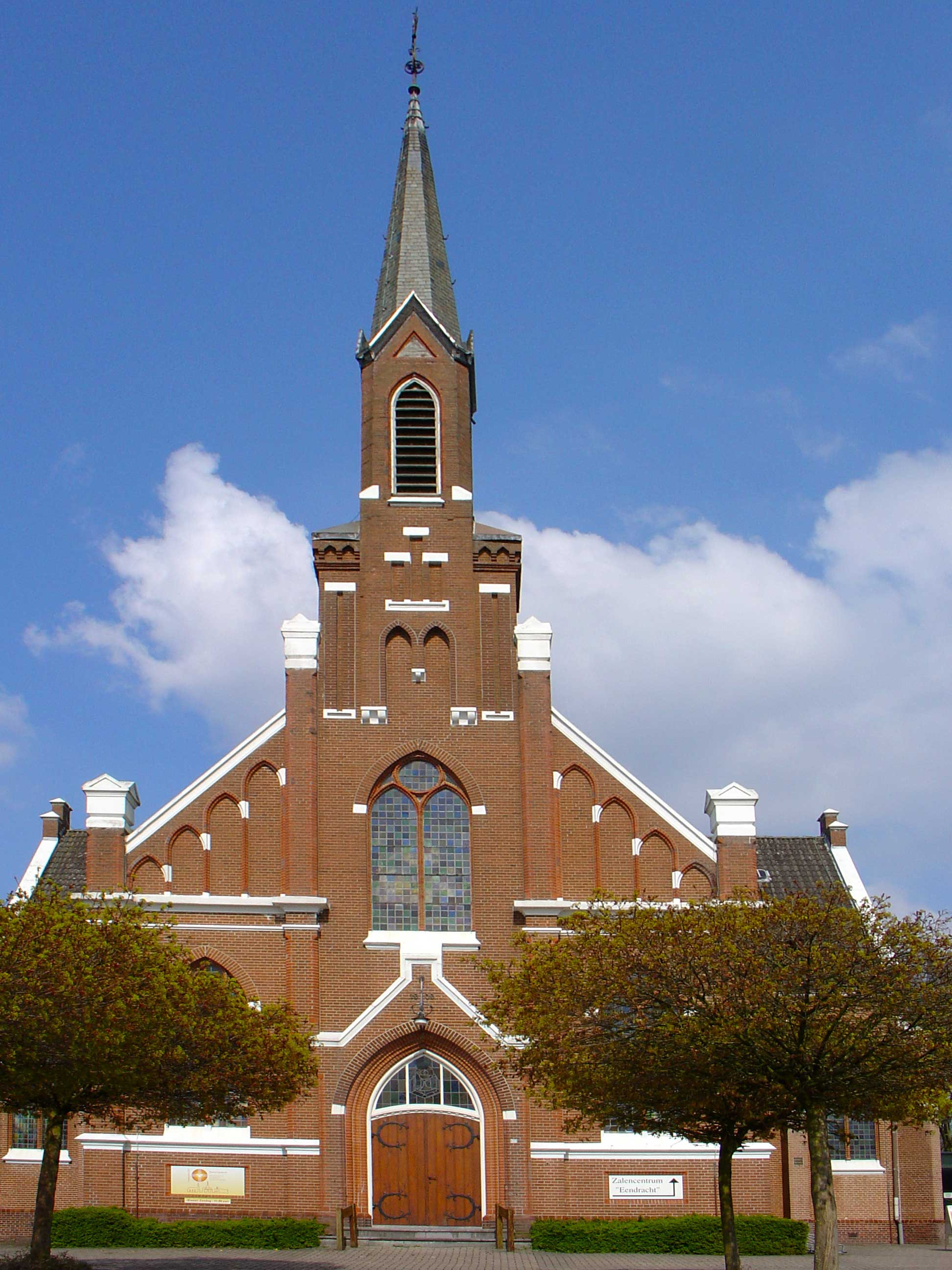
De protestantse Poststraatkerk te Stadskanaal, ontworpen door Linzel

Christoffer Linzel (Stadskanaal, 4 januari 1879 - aldaar, 15 mei 1943) was een Nederlandse architect en aannemer.

## Leven en werk
Linzel was een zoon van de aannemer Jan Linzel en Marchien van der Borgh. Evenals zijn vader werd hij aannemer en tevens architect. Hij ontwierp onder meer rond 1908 de gereformeerde kerk aan de Poststraat in zijn woonplaats Stadskanaal. Hij bouwde deze kerk in een eclectische stijl en met gebruikmaking van neorenaissancevormen. Daarvoor had hij al de gereformeerde kerk aan de Noorderstraat in Sappemeer gebouwd.
Linzel was tevens gemeenteraadslid van de toenmalige gemeente gemeente Onstwedde In 1928 raakte hij betrokken bij een omvangrijk corruptieschandaal in de gemeente Onstwedde, waar ook zijn broer de gemeentearchitect Otto Linzel bij betrokken was. Hij werd geschorst als raadslid omdat hij provisie zou hebben genoten; hij diende zelf zijn ontslag in als raadslid. Ook de toenmalige burgemeester van de gemeente Onstwedde, Klaas van Sevenhoven, moest vanwege deze affaire het veld ruimen.
Linzel trouwde op 21 maart 1903 in de gemeente Onstwedde met Sara Niks, dochter van de landbouwer Hindrik Niks en Aafien Schuringa. Hij overleed in mei 1943 op 64-jarige leeftijd tijdens een verblijf in Stadskanaal. Hij woonde toen in Hilversum.